# Ingrid Engen
Ingrid Syrstad Engen (Melhus, Noruega; 29 de abril de 1998) es una futbolista noruega que juega como mediocampista. Juega en el OL Lyonnes de la Première Ligue de Francia.
Inició su carrera en su país natal, compitiendo con el SK Trondheims-Ørn y el LSK Kvinner FK, consiguiendo un doblete en este último durante 2018. Comenzó su paso internacional en Alemania en el VfL Wolfsburgo con quienes ganaría una Bundesliga y dos Copas de Alemania. En julio de 2021 ficha por el F. C. Barcelona por dos años.
Además, participó en las categorías inferiores de la Noruega llegando a jugar en un Campeonato Europeo Sub-17 y dos Campeonatos Europeos Sub-19. Desde el 2018, es habitual en las convocatorias de la selección absoluta de Noruega, con quienes compitió en el Mundial de Francia 2019, junto con obtener la Copa de Algarve en 2019.

## Trayectoria

### SK Trondheims-Ørn
Tras iniciar su recorrido en el fútbol en las divisiones menores del Melhus IL y Gimse. Engen empezó su carrera profesional en las categorías inferiores del SK Trondheims-Ørn noruego en 2014, comenzando en su equipo sub-19 para luego pasar a su filial que militaba en la segunda división. En junio del mismo año debutaría con el primer equipo en la Toppserien, la máxima categoría de fútbol en Noruega. Junto a su equipo, llegaron a la final de la Copa de Noruega en 2014, pero la perderían por 3-1 ante sus rivales del LSK Kvinner FK.
Al finalizar el campeonato de 2016, y pese de haber tenido propuestas de otros clubes, decide extender su contrato con el equipo de Trondheim, permaneciendo allí por una temporada más, acumulando al final de su paso 87 apariciones en las tres campañas disputadas con el equipo y marcando 11 goles.

### LSK Kvinner FK
A principios de 2018, llegó al LSK Kvinner FK firmando un contrato por dos temporadas. Con el equipo consiguió el doblete de la Liga y Copa de Noruega en su primer año. De igual forma, jugaría por primera vez la Liga de Campeones de la UEFA en la edición 2018-19, donde cayeron dos veces ante el F. C. Barcelona en los cuartos de final.

### VfL Wolfsburgo
Al final de la campaña, en diciembre de 2018, Ingrid fue fichada por el campeón de Alemania, el VfL Wolfsburgo. Como parte del acuerdo, la jugadora fue cedida al equipo noruego por durante la primera mitad de la temporada 2019.
Con el conjunto alemán, nuevamente ganó el doblete de Bundesliga y DFB-Pokal en su primera temporada, además de llegar a la final de la Liga de Campeones 2019-20 que perdieron ante el campeón defensor, el Olympique de Lyon. Marcó sus dos primeros goles en la competición europea en la victoria por 9-1 sobre el Glasgow City F. C. en cuartos de final. Al final del campeonato, Engen sería incluida en el Equipo Ideal de la Liga de Campeones de la UEFA 2019-20.

### F. C. Barcelona
El 6 de julio de 2021, luego de no renovar con el VfL Wolfsburgo, se hace oficial su fichaje por el Fútbol Club Barcelona de la Primera División de España, con quienes firma un contrato por dos temporadas. Sin embargo, comienza su paso por España con una lesión en cuádriceps del muslo derecho tan solo dos semanas después de haber fichado, que la deja fuera de la pretemporada del equipo azulgrana. El 11 de junio de 2025, Barcelona anunció que Engen dejaría el club tras cuatro temporadas.

### OL Lyonnes
El 20 de junio de 2025, Engen fue presentada como nueva jugadora del OL Lyonnes de Francia, firmando un contrato hasta 2027.

## Selección nacional

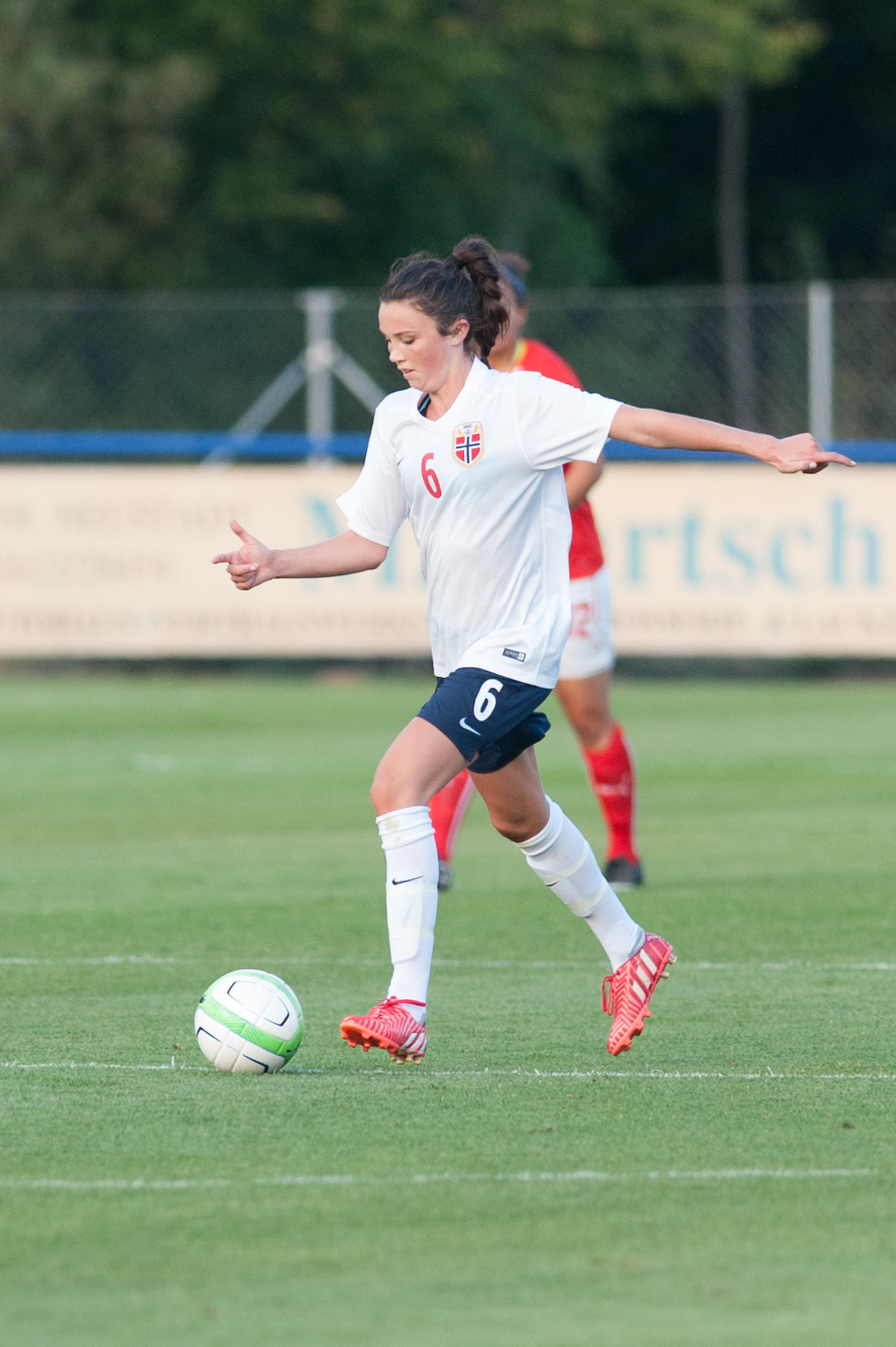
Ingrid con la en 2015.

### Categorías inferiores
Ingrid comenzó con el equipo sub-17 de Noruega, con quienes participó en las clasificatorias para el Campeonato Europeo Sub-17 2014-15. Su debut se produjo en septiembre de 2014, en la ronda de clasificación del grupo 9, siendo titular en los tres partidos frente a Grecia, Islas Faroe e Italia, con quienes acabaría avanzando a la siguiente etapa como segundas del grupo.
Mantendría su estatus de titular en la ronda de élite del torneo durante abril de 2015, en donde las noruegas se quedaron con la primera posición del grupo de forma invicta con dos victorias sobre Austria y Dinamarca, junto con un empate ante Suecia. De esta forma lograron clasificarse al Europeo Sub-17 de Islandia 2015. La disputa del campeonato en Islandia, el equipo noruego sería eliminado en la fase de grupos al quedar en la tercera posición luego de obtener una victoria, un empate y una derrota, en donde Engen disputó todos los encuentros de forma íntegra.
Un año después, participó con la selección Sub-19 en el Campeonato de Europa Sub-19 de Eslovaquia 2016, pero nuevamente fueron eliminadas en fase de grupos tras una victoria, una derrota, junto con la suspensión del último encuentro de la primera etapa. Posteriormente, participó en las dos rondas de clasificación para la edición 2017 del campeonato continental, sin embargo, el equipo de Noruega no pudo superar la primera etapa de clasificación al quedar segundas en el grupo 1. Tras esto, jugó cuatro partidos más con la selección Sub-23.

### Absoluta
A principios de 2018, Engen fue convocada por primera vez a la Selección absoluta de Noruega para disputar la Copa de Algarve 2018. Su debut se produjo el 28 de febrero en el primer partido del equipo noruego de la competición contra Australia en la ciudad de Albufeira, que acabaría en derrota por 4-3, con Ingrid ingresando en la segunda parte del encuentro. Dos días después, abriría el marcador frente a la selección de China marcando en el minuto 25, partido que fue victoria para las noruegas por 2-0. En el tercer y último encuentro de la fase de grupos en el grupo A, cayeron ante Portugal por 0-2, con lo cual acabaron en el tercer puesto. Se planificó un partido por el séptimo puesto ante Corea del Sur el cual Ingrid comenzó de titular, sin embargo, el encuentro fue cancelado durante el medio tiempo debido a tormentas y se dio por terminada la participación de las noruegas. Por lo tanto, no se cuenta en sus estadísticas de partidos internacionales.
En septiembre de 2018, Ingrid participó en cinco partidos por las clasificatorias de la UEFA para la Copa Mundial de 2019 con su equipo en la fase de grupos. En la última fecha del grupo 3, anotó el primer gol de la victoria por 2-1 sobre Países Bajos, que aseguró el pase de Noruega al Mundial de Francia 2019. Fue elogiada por el entrenador del equipo, Martin Sjögren, quien le atribuyó: "Tiene solo 20 años, pero parece haber jugado fútbol internacional durante 10 años".
En el año siguiente, fue convocada para participar en la Copa de Algarve 2019 con quienes se mantuvo como titular en la fase de grupos en las dos victorias frente a Dinamarca y China, con Engen como titular. Se clasificaron a la final del torneo como uno de los mejores primeros lugares, en donde se enfrentaron el 6 de marzo contra la selección de Polonia. Ingrid jugó los 90 minutos de la final que sería una victoria por 3-0 de la selección helvética, siendo el primer título que consiguió con su selección nacional y la quinta Copa de Algarve para su país.
El 2 de mayo de 2019, Ingrid fue incluida dentro de la nómina noruega para asistir a la Copa del Mundo de 2019. En la cita mundial disputada en Francia, participó en la oncena titular de todos los partidos con Noruega. Comenzaron en el grupo A en donde obtuvieron dos victorias, pero cayeron en el segundo partido frente a las anfitrionas francesas, pero le valió para clasificarse a la siguiente fase en la segunda posición.
En octavos de final, enfrentaron a Australia con quienes empataron por 1-1 luego de la prórroga, por lo que la definición fue desde el punto penal en donde las noruegas se impusieron por 4-3 siendo Engen quien anotó el último penalti. El 27 de junio se enfrentaron a Inglaterra por los cuartos de final, partido que perdieron por 3-0 siendo eliminados del torneo mundialista, de igual forma, no lograron clasificarse a los Juegos Olímpicos de 2020 al quedar séptimas en la tabla de clasificación por su desempeño en el Mundial.

### Participaciones en Mundiales
| Partidos y goles marcados en Mundiales | Partidos y goles marcados en Mundiales | Partidos y goles marcados en Mundiales                          | Partidos y goles marcados en Mundiales | Partidos y goles marcados en Mundiales | Partidos y goles marcados en Mundiales | Partidos y goles marcados en Mundiales | Partidos y goles marcados en Mundiales | Partidos y goles marcados en Mundiales | Partidos y goles marcados en Mundiales |
| Gol                                    | Part.                                  | Fecha                                                           | Ubicación                              | Rival                                  | Alineación                             | Min.                                   | Marcador                               | Resultado                              | Fase                                   |
| Mundial de Francia 2019                | Mundial de Francia 2019                | Mundial de Francia 2019                                         | Mundial de Francia 2019                | Mundial de Francia 2019                | Mundial de Francia 2019                | Mundial de Francia 2019                | Mundial de Francia 2019                | Mundial de Francia 2019                | Mundial de Francia 2019                |
| -------------------------------------- | -------------------------------------- | --------------------------------------------------------------- | -------------------------------------- | -------------------------------------- | -------------------------------------- | -------------------------------------- | -------------------------------------- | -------------------------------------- | -------------------------------------- |
|                                        | 1                                      | 08-06-2019 Archivado el 8 de junio de 2019 en Wayback Machine.  | Reims                                  | Nigeria                                | Titular                                |                                        |                                        | 3-0 (PG)                               | Fase de grupos                         |
|                                        | 2                                      | 12-06-2019 Archivado el 29 de junio de 2019 en Wayback Machine. | Niza                                   | Francia                                | Titular                                |                                        |                                        | 1-2 (PP)                               | Fase de grupos                         |
|                                        | 3                                      | 17-06-2019 Archivado el 9 de julio de 2019 en Wayback Machine.  | Reims                                  | Corea del Sur                          | Titular                                |                                        |                                        | 2-1 (PG)                               | Fase de grupos                         |
|                                        | 4                                      | 22-06-2019 Archivado el 7 de junio de 2019 en Wayback Machine.  | Niza                                   | Australia                              | Titular                                |                                        |                                        | 1-1 (4-1 p) (PG)                       | Octavos de final                       |
|                                        | 5                                      | 27-06-2019 Archivado el 9 de julio de 2019 en Wayback Machine.  | Le Havre                               | Inglaterra                             | Titular                                |                                        |                                        | 0-3 (PP)                               | Cuartos de final                       |

## Estadísticas

### Clubes
Actualizado al último partido disputado el 7 de junio de 2025.
| Club                      | Div.                | Temporada           | Liga  | Liga  | Copa  | Copa  | Continental | Continental | Total | Total |
| Club                      | Div.                | Temporada           | Part. | Goles | Part. | Goles | Part.       | Goles       | Part. | Goles |
| ------------------------- | ------------------- | ------------------- | ----- | ----- | ----- | ----- | ----------- | ----------- | ----- | ----- |
| Trondheims-Ørn · Noruega  | 1.ª                 | 2014                | 3     | 0     | 1     | 0     | --          | --          | 4     | 0     |
| Trondheims-Ørn · Noruega  | 1.ª                 | 2015                | 16    | 1     | 3     | 0     | --          | --          | 19    | 1     |
| Trondheims-Ørn · Noruega  | 1.ª                 | 2016                | 21    | 1     | 3     | 1     | --          | --          | 24    | 2     |
| Trondheims-Ørn · Noruega  | 1.ª                 | 2017                | 22    | 0     | 2     | 1     | --          | --          | 24    | 1     |
| Trondheims-Ørn · Noruega  | Total club          | Total club          | 62    | 2     | 9     | 2     | --          | --          | 71    | 4     |
| LSK Kvinner FK · Noruega  | 1.ª                 | 2018                | 22    | 2     | 4     | 1     | 4           | 0           | 30    | 3     |
| LSK Kvinner FK · Noruega  | 1.ª                 | 2019                | 9     | 2     | 1     | 0     | 2           | 0           | 12    | 2     |
| LSK Kvinner FK · Noruega  | Total club          | Total club          | 31    | 4     | 5     | 1     | 6           | 0           | 42    | 5     |
| VfL Wolfsburgo · Alemania | 1.ª                 | 2019–20             | 21    | 3     | 4     | 0     | 7           | 2           | 32    | 5     |
| VfL Wolfsburgo · Alemania | 1.ª                 | 2020–21             | 21    | 2     | 5     | 0     | 6           | 1           | 32    | 3     |
| VfL Wolfsburgo · Alemania | Total club          | Total club          | 42    | 5     | 9     | 0     | 13          | 3           | 64    | 8     |
| F. C. Barcelona · España  | 1.ª                 | 2021–22             | 23    | 6     | 1     | 9     | 1           | 38          | 4     | 2     |
| F. C. Barcelona · España  | 1.ª                 | 2022-23             | 21    | 2     | -     | -     | 10          | 0           | 31    | 2     |
| F. C. Barcelona · España  | 1.ª                 | 2023-24             | 22    | 0     | -     | -     | 11          | 0           | 33    | 0     |
| F. C. Barcelona · España  | 1.ª                 | 2024-25             | 25    | 1     | 4     | 0     | 7           | 0           | 36    | 1     |
| F. C. Barcelona · España  | Total club          | Total club          | 91    | 9     | 5     | 9     | 29          | 38          | 104   | 5     |
| Total en su carrera       | Total en su carrera | Total en su carrera | 226   | 20    | 27    | 12    | 48          | 41          | 281   | 22    |

## Palmarés

### Títulos nacionales
| Título             | Club            | País     | Año  |
| ------------------ | --------------- | -------- | ---- |
| Campeonato de Liga | LSK Kvinner FK  | Noruega  | 2018 |
| Copa               | LSK Kvinner FK  | Noruega  | 2018 |
| Campeonato de Liga | VfL Wolfsburgo  | Alemania | 2020 |
| Copa               | VfL Wolfsburgo  | Alemania | 2020 |
| Copa               | VfL Wolfsburgo  | Alemania | 2021 |
| Supercopa          | F. C. Barcelona | España   | 2022 |
| Campeonato de Liga | F. C. Barcelona | España   | 2022 |
| Copa               | F. C. Barcelona | España   | 2022 |
| Supercopa          | F. C. Barcelona | España   | 2023 |
| Campeonato de Liga | F. C. Barcelona | España   | 2023 |
| Supercopa          | F. C. Barcelona | España   | 2024 |
| Campeonato de Liga | F. C. Barcelona | España   | 2024 |
| Copa               | F. C. Barcelona | España   | 2024 |
| Supercopa          | F. C. Barcelona | España   | 2025 |
| Campeonato de Liga | F. C. Barcelona | España   | 2025 |
| Copa               | F. C. Barcelona | España   | 2025 |

### Títulos internacionales
| Título            | Equipo          | Sede      | Año  |
| ----------------- | --------------- | --------- | ---- |
| Copa de Algarve   | Noruega         | Portugal  | 2019 |
| Liga de Campeones | F. C. Barcelona | Eindhoven | 2023 |
| Liga de Campeones | F. C. Barcelona | Bilbao    | 2024 |

### Distinciones individuales
| Distinción                                                          | Año  |
| ------------------------------------------------------------------- | ---- |
| Incluida en el Equipo Ideal de la Liga de Campeones                 | 2020 |
| Incluida entre las 100 mejoras futbolistas del año por The Guardian | 2020 |